# Football League Two
La English Football League Two (nota dalla stagione 2013-2014 anche come Sky Bet League Two per ragioni di sponsorizzazione o più semplicemente League Two) è la quarta serie calcistica inglese, la terza della Football League e l’ultima del settore professionistico.

## Storia
La denominazione attuale fu applicata nel 2004 per sostituire quella transitoria di Third Division, a sua volta utilizzata dal 1993 al 2003, al posto di quella classica di Fourth Division, nome con il quale era conosciuta la categoria dal 1958 al 1992.
La Fourth Division fu istituita nel 1958, quando si decise il passaggio al girone unico della Third Division, campionato precedentemente suddiviso in due gironi su base geografica. La nascita di questa nuova divisione non corrispose quindi ad un allargamento della Football League, ma solo ad una sua ristrutturazione a livello integralmente nazionale.
Fino al 1986, non erano previste retrocessioni (le ultime quattro erano sottoposte al processo di rielezione per l'ammissione al successivo torneo). A partire dal 1987 furono poi introdotti i play-off e la retrocessione in Conference League dell'ultima classificata. Dal 2003 la zona retrocessione venne allargata anche alla penultima classificata e le retrocessioni nella serie inferiore divennero così due.
Nel 2013 si decise di adottare le regole elaborate dalla UEFA, in materia di fair play finanziario, che impongono ai club un limite fisso per la spesa adibita agli ingaggi dei calciatori.

## Regolamento
Partecipano alla EFL League Two 24 squadre che si affrontano in un girone all'italiana, con gare di andata e di ritorno, per un totale di 46 giornate. Vengono assegnati 3 punti per ogni vittoria, 1 punto a testa per ogni pareggio e nessun punto per la sconfitta. In caso di parità, per la formulazione della classifica finale vengono considerati i seguenti criteri: differenza reti, maggior numero di gol segnati, classifica avulsa, maggior numero di vittorie, maggior numero di gol segnati in trasferta, fair play, spareggio.
La 1ª classificata si laurea Campione di EFL League Two ed è promossa in Football League One, insieme alla 2ª classificata, alla 3ª classificata e alla vincitrice dei play off, a cui partecipano le squadre giunte dal 4º al 7º posto della stagione regolare. Le ultime due classificate retrocedono invece in National League.
Formula dei play off
- Semifinali:
  - 5ª classificata - 6ª classificata
  - 4ª classificata - 7ª classificata

Doppio confronto con gare di andata e di ritorno, prima in casa per la squadra peggio piazzata in classifica. In caso di parità di gol nell'aggregato delle due sfide, vengono disputati i tempi supplementari ed eventualmente effettuati i tiri di rigore.
- Finale:
  - Vincente semifinale 1 - Vincente semifinale 2

Gara unica ed in campo neutro. In caso di pareggio vengono disputati i tempi supplementari ed eventualmente effettuati i tiri di rigore.

## Organico stagione 2024-2025
| Squadra            | Città              | Stadio                       | Capienza |
| ------------------ | ------------------ | ---------------------------- | -------- |
| Accrington Stanley | Accrington         | Crown Ground                 | 5.450    |
| AFC Wimbledon      | Londra (Wimbledon) | Plough Lane                  | 9.369    |
| Barrow             | Barrow-in-Furness  | Holker Street                | 6.500    |
| Bradford City      | Bradford           | Valley Parade                | 24.850   |
| Bromley            | Londra (Bromley)   | Hayes Lane                   | 5.300    |
| Carlisle United    | Carlisle           | Brunton Park Stadium         | 17.949   |
| Cheltenham Town    | Cheltenham         | Whaddon Road                 | 7.066    |
| Chesterfield       | Chesterfield       | Proact Stadium               | 10.504   |
| Colchester United  | Colchester         | Colchester Community Stadium | 10.105   |
| Crewe Alexandra    | Crewe              | Alexandra Stadium            | 10.153   |
| Doncaster Rovers   | Doncaster          | Keepmoat Stadium             | 15.231   |
| Fleetwood Town     | Fleetwood          | Highbury Stadium             | 5.327    |
| Gillingham         | Gillingham         | Priestfield Stadium          | 11.582   |
| Grimsby Town       | Grimsby            | Blundell Park                | 9.052    |
| Harrogate Town     | Harrogate          | Wetherby Road                | 5.000    |
| Milton Keynes Dons | Milton Keynes      | Stadium MK                   | 30.000   |
| Morecambe          | Morecambe          | Globe Arena                  | 6.476    |
| Newport County     | Newport            | Rodney Parade                | 7.850    |
| Notts County       | Nottingham         | Meadow Lane                  | 19.841   |
| Port Vale          | Stoke-on-Trent     | Vale Park                    | 15.036   |
| Salford City       | Salford            | Moor Lane                    | 5.108    |
| Swindon Town       | Swindon            | County Ground                | 15.728   |
| Tranmere           | Birkenhead         | Prenton Park                 | 16.789   |
| Walsall            | Walsall            | Bescot Stadium               | 11.300   |

## Albo d'oro
| Stagione | Campione           | 2º classificato  | 3º classificato  | Vincitore play-off |
| -------- | ------------------ | ---------------- | ---------------- | ------------------ |
| 2004–05  | Yeovil Town        | Scunthorpe Utd   | Swansea City     | Southend Utd       |
| 2005–06  | Carlisle Utd       | Northampton Town | Leyton Orient    | Cheltenham Town    |
| 2006–07  | Walsall            | Hartlepool Utd   | Swindon Town     | Bristol Rovers     |
| 2007–08  | MK Dons            | Peterborough Utd | Hereford Utd     | Stockport County   |
| 2008–09  | Brentford          | Exeter City      | Wycombe          | Gillingham         |
| 2009–10  | Notts County       | Bournemouth      | Rochdale         | Dag & Red          |
| 2010–11  | Chesterfield       | Bury             | Wycombe          | Stevenage          |
| 2011-12  | Swindon Town       | Shrewsbury Town  | Crawley Town     | Crewe Alexandra    |
| 2012-13  | Gillingham         | Rotherham Utd    | Port Vale        | Bradford City      |
| 2013-14  | Chesterfield       | Scunthorpe Utd   | Rochdale         | Fleetwood Town     |
| 2014-15  | Burton Albion      | Shrewsbury Town  | Bury             | Southend Utd       |
| 2015-16  | Northampton Town   | Oxford Utd       | Bristol Rovers   | AFC Wimbledon      |
| 2016-17  | Portsmouth         | Plymouth         | Doncaster        | Blackpool          |
| 2017-18  | Accrington Stanley | Luton Town       | Wycombe          | Coventry City      |
| 2018-19  | Lincoln City       | Bury             | MK Dons          | Tranmere           |
| 2019-20  | Swindon Town       | Crewe Alexandra  | Plymouth         | Northampton Town   |
| 2020-21  | Cheltenham Town    | Cambridge Utd    | Bolton           | Morecambe          |
| 2021-22  | Forest Green       | Exeter City      | Bristol Rovers   | Port Vale          |
| 2022-23  | Leyton Orient      | Stevenage        | Northampton Town | Carlisle Utd       |
| 2023-24  | Stockport County   | Wrexham          | Mansfield Town   | Crawley Town       |
| 2024-25  | Doncaster          | Port Vale        | Bradford City    | AFC Wimbledon      |

### Vittorie per squadra
| Club               | Vittorie | Stagioni         |
| ------------------ | -------- | ---------------- |
| Chesterfield       | 2        | 2010-11, 2013-14 |
| Swindon Town       | 2        | 2011-12, 2019-20 |
| Accrington Stanley | 1        | 2017-18          |
| Brentford          | 1        | 2008-09          |
| Burton Albion      | 1        | 2014-15          |
| Carlisle Utd       | 1        | 2005-06          |
| Cheltenham Town    | 1        | 2020-21          |
| Doncaster          | 1        | 2024-25          |
| Forest Green       | 1        | 2021-22          |
| Gillingham         | 1        | 2012-13          |
| Leyton Orient      | 1        | 2022-23          |
| Lincoln City       | 1        | 2018-19          |
| MK Dons            | 1        | 2007-08          |
| Northampton Town   | 1        | 2015-16          |
| Notts County       | 1        | 2009-10          |
| Portsmouth         | 1        | 2016-17          |
| Stockport County   | 1        | 2023-24          |
| Walsall            | 1        | 2006-07          |
| Yeovil Town        | 1        | 2004-05          |

## Statistiche

### Vittorie e piazzamenti
| Squadra            | 1° | 2° | 3° | Tot. |
| ------------------ | -- | -- | -- | ---- |
| Swindon Town       | 2  | /  | 1  | 3    |
| Chesterfield       | 2  | /  | /  | 2    |
| Northampton Town   | 1  | 1  | 1  | 3    |
| Doncaster          | 1  | /  | 1  | 2    |
| MK Dons            | 1  | /  | 1  | 2    |
| Leyton Orient      | 1  | /  | 1  | 2    |
| Accrington Stanley | 1  | /  | /  | 1    |
| Brentford          | 1  | /  | /  | 1    |
| Burton Albion      | 1  | /  | /  | 1    |
| Carlisle Utd       | 1  | /  | /  | 1    |
| Cheltenham Town    | 1  | /  | /  | 1    |
| Gillingham         | 1  | /  | /  | 1    |
| Lincoln City       | 1  | /  | /  | 1    |
| Notts County       | 1  | /  | /  | 1    |
| Portsmouth         | 1  | /  | /  | 1    |
| Walsall            | 1  | /  | /  | 1    |
| Yeovil Town        | 1  | /  | /  | 1    |
| Forest Green       | 1  | /  | /  | 1    |
| Stockport County   | 1  | /  | /  | 1    |
| Bury               | /  | 2  | 1  | 3    |
| Scunthorpe Utd     | /  | 2  | /  | 2    |
| Shrewsbury Town    | /  | 2  | /  | 2    |
| Exeter City        | /  | 2  | /  | 2    |
| Plymouth           | /  | 1  | 1  | 2    |
| Port Vale          | /  | 1  | 1  | 2    |
| Bournemouth        | /  | 1  | /  | 1    |
| Cambridge Utd      | /  | 1  | /  | 1    |
| Crewe Alexandra    | /  | 1  | /  | 1    |
| Hartlepool Utd     | /  | 1  | /  | 1    |
| Luton Town         | /  | 1  | /  | 1    |
| Oxford Utd         | /  | 1  | /  | 1    |
| Peterborough Utd   | /  | 1  | /  | 1    |
| Rotherham Utd      | /  | 1  | /  | 1    |
| Stevenage          | /  | 1  | /  | 1    |
| Wycombe            | /  | /  | 3  | 3    |
| Rochdale           | /  | /  | 2  | 2    |
| Bristol Rovers     | /  | /  | 2  | 2    |
| Bradford City      | /  | /  | 1  | 1    |
| Bolton             | /  | /  | 1  | 1    |
| Crawley Town       | /  | /  | 1  | 1    |
| Hereford Utd       | /  | /  | 1  | 1    |
| Swansea City       | /  | /  | 1  | 1    |

### Partecipazioni
In 22 stagioni hanno militato nel torneo le seguenti 71 squadre. I 24 club che attualmente partecipano alla Football League Two 2025-26 sono in grassetto.
- 16:  Morecambe
- 15:  Accrington Stanley,  Cheltenham Town,  Grimsby Town,  Mansfield Town
- 13:  Newport County,  Northampton Town,  Notts County
- 12:  Barnet,  Bradford City,  Wycombe
- 11:  Carlisle Utd,  Crawley Town,  Crewe Alexandra,  Exeter City,  Port Vale
- 10:  Bury,  Colchester Utd,  Macclesfield Town,  Rochdale,  Shrewsbury Town,  Stevenage,  Swindon Town
- 9:  Bristol Rovers,  Cambridge Utd,  Chesterfield,  Lincoln City
- 8:  AFC Wimbledon,  Dag & Red,  Gillingham,  Leyton Orient,  Oxford Utd,  Tranmere,  Walsall
- 7:  Hartlepool Utd,  Plymouth,  Salford City,  Southend Utd,  Torquay Utd
- 6:  Barrow,  Burton Albion,  Darlington,  Forest Green,  Harrogate Town,  MK Dons,  Rotherham Utd,  Stockport County
- 5:  Aldershot Town,  Chester City,  Hereford Utd,  Luton Town,  Oldham Athletic,  Scunthorpe Utd,  Yeovil Town
- 4:  Doncaster,  Fleetwood Town,  Portsmouth,  Wrexham,  York City
- 3:  Boston Utd,  Peterborough Utd,  Sutton Utd
- 2:  Bournemouth,  Brentford,  Bromley,  Rushden & Diamonds
- 1:  Blackpool,  Bolton,  Coventry City,  Kidderminster,  Swansea City

### Primati
Di seguito sono riportati le statistiche e i record più significativi stabiliti nei campionati di quarta divisione inglese dal 1958/1959 al 2022/2023.
- Maggior numero di titoli: Chesterfield (4 nel 1969-70, 1984-85, 2010-11, 2013-14)
- Maggior numero di promozioni: Northampton Town (9)
- Maggior numero di play off vinti: Blackpool (3 nel 1991-92, 2000-01, 2016-17)
- Maggior numero di partecipazioni ai play off: Lincoln City (6), Northampton Town (6), Scunthorpe United (6) e Torquay United (6)
- Maggior numero di retrocessioni: Barnet (3 nel 2000-01, 2012-13, 2017-18)
- Club campioni d'Inghilterra vincitori della quarta divisione inglese: Burnley, Huddersfield Town, Portsmouth, Preston North End, Sheffield United e Wolverhampton Wanderers
- Miglior risultato ottenuto in FA Cup dai club della quarta divisione inglese: 5 partecipazioni ai quarti di finale, con: Oxford United (1963-64), Colchester United (1970-71), Bradford City (1975-76), Cambridge United (1989-90) e Grimsby Town (2022-23)
- Miglior risultato ottenuto in English Football League Cup dai club della quarta divisione inglese: 2 partecipazioni alla finale, con Rochdale (1961-62) e Bradford City (2012-13)

#### Record
Squadre
- Maggior numero di punti nei campionati con 3 punti a vittoria: Plymouth Argyle (102 su 138 nel 2001-02) e Swindon Town (102 su 138 nel 1985-86)
- Maggior numero di punti nei campionati con 2 punti a vittoria: Lincoln City (74 su 92 nel 1975-76))
- Maggior numero di vittorie: Lincoln City (32 in 46 gare nel 1975-76) e Swindon Town (32 in 46 gare nel 1985-86)
- Minor numero di sconfitte: Bournemouth (4 in 46 gare nel 1981-82), Lincoln City (4 in 46 gare nel 1975-76) e Sheffield United (4 in 46 gare nel 1981-82)
- Maggior numero di pareggi: Cardiff City (23 in 46 gare nel 1997-98), Exeter City (23 in 46 gare nel 1986-87) e Hartlepool United (23 in 46 gare nel 1997-98)
- Maggior numero di gol segnati: Peterborough United (134 in 46 gare nel 1960-61)
- Minor numero di gol subiti: Gillingham (20 in 46 gare nel 1995-96)
- Minor numero di punti nei campionati con 3 punti a vittoria: Doncaster Rovers (20 su 138 nel 1997-98)
- Minor numero di punti nei campionati con 2 punti a vittoria: Workington (19 su 92 nel 1976-77)
- Minor numero di vittorie: Bradford Park Avenue (4 in 46 gare nel 1967-68), Doncaster Rovers (4 in 46 gare nel 1997-98), Scunthorpe United (4 in 46 gare nel 2021-22) e Workington (4 in 46 gare nel 1997-98)
- Maggior numero di sconfitte: Doncaster Rovers (34 in 46 gare nel 1997-98)
- Minor numero di pareggi: Accrington Stanley (3 in 46 gare nel 2007-08), Southend United (3 in 46 gare nel 2002-03) e Tranmere Rovers (3 in 46 gare nel 1984-85)
- Minor numero di gol segnati: Crewe Alexandra (29 in 46 gare nel 1981-82), Scunthorpe United (29 in 46 gare nel 2021-22), Southend United (29 in 46 gare nel 2020-21)
- Maggior numero di gol subiti: Doncaster Rovers (113 in 46 gare nel 1997-98)

Partite
- Maggior numero di gol segnati in una partita:[5] 11 reti in Hartlepool United-Barrow 10-1 (1958-59), Crystal Palace-Accrington Stanley 9-2 (1960-61), Wrexham-Hartlepool United 10-1 (1961-62), Oldham Athletic-Southport 11-0 (1962-63), Shrewsbury Town-Doncaster Rovers 7-4 (1974-75), Barnet-Crewe Alexandra 4-7 (1991-92), Burton Albion-Cheltenham Town 5-6 (2009-10), Accrington Stanley-Gillingham 7-4 (2010-11)
- Partita con maggiore scarto di gol: 11 reti in Oldham Athletic-Southport 11-0 (1962-63)
- Maggior numero di gol segnati in una finale dei play off: 7 reti in Bournemouth-Lincoln City 5-2 (Cardiff, Millennium Stadium, stagione 2002-03)
- Maggior scarto di gol in una finale dei play off: 4 reti in Northampton Town-Exeter City 4-0 (Wembley Stadium, stagione 2020-21)
- Maggior afflusso di pubblico in una partita della stagione regolare: 37774 spettatori in Crystal Palace-Millwall 0-2 (Selhurst Park, 31 marzo 1961, stagione 1960-61)[6]
- Maggior afflusso di pubblico in una finale dei play off: 61589 spettatori in Bristol Rovers-Shrewsbury Town 3-1 (Wembley Stadium, 26 maggio 2007, stagione 2006-07)

Individuali
- Miglior marcatore in un campionato: Terry Bly (Peterborough United) con 52 gol nel 1960-61